# Фрез Ілля Абрамович
Ілля Абрамович Фрез (20 серпня (2 вересня) 1909, Рославль, Росія — 22 червня 1994, Москва) — радянський і російський кінорежисер, сценарист. Заслужений діяч мистецтв РРФСР (1968). Лауреат Державної премії СРСР (1974). Народний артист РРФСР (1982). Народний артист СРСР (1989). Лауреат ряду кінопремій і фестивалів.

## Біографія
У 1928 році вступив до Ленінградського технікуму сценічних мистецтв (нині — Російський державний інститут сценічних мистецтв). У 1932 році закінчив кіновідділення, а в 1935 році — режисерський факультет цього навчального закладу.
В 1948–1953 рр. працював на Київській («Київнаукфільм») і Московській («Центрнаукфільм») студіях науково-популярних фільмів.
З 1953 — на ЦКДЮФ імені М. Горького, де зняв картину «Васьок Трубачов і його товариші». В 1967 вийшла його картина «Я вас любив...». Фільм «Дивак з п'ятого „Б“» виявився одним з найкращих у творчості. Комедійна стрічка «Пригоди жовтої валізки», відзначена цікавими акторськими роботами Т. І. Пельтцер і Є. О. Лебедєва популярні і досі.
Ліризмом відрізняються фільми «Вам і не снилося…» і « Карантин», зняті за творами Г. М. Щербакової в першій половині 1980-х років.
В ряді випадків виступав як співавтор сценаріїв до своїх фільмів.
Член Спілки кінематографістів СРСР.
Похований в Москві на Кунцевському кладовищі.

## Фільмографія
- «Юність Максима» (1934, помічник режисера)
- «Повернення Максима» (1937, асистент режисера)
- «Виборзька сторона» (1938, асистент режисера)
- «Станиця Дальня» (1939, 2-й режисер)
- «Зоя» (1944, 2-й режисер)

Режисер-постановник:
- «Слон і мотузочок» (1945)
- «Першокласниця» (1948)
- «Васьок Трубачов і його товариші» (1955)
- «Загін Трубачова бореться» (1957, співавт. сценар.)
- «Незвичайна подорож Мішки Стрекачова» (1959)
- «Я купив тата» (1963)
- «Мандрівник з багажем» (1965)
- «Я вас кохав…» (1967)
- «Пригоди жовтої валізки» (1970, співавт. сценар.)
- «Дивак з п'ятого „Б“» (1972)
- «Це ми не проходили» (1975, співавт. сценар.)
- «Хомут для Маркіза» (1977)
- «Вам і не снилося…» (1980, співавт. сценар.)
- « Карантин» (1983)
- «Особиста справа судді Іванової» (1985) та ін.